# Michelle Giannella
Michelle Filomena Giannella, más conocida como Michelle Giannella (São Paulo, 21 de junio de 1979), es una periodista, abogada y presentadora de televisión brasileña.
También ya actuó como modelo y tiene graduación en Derecho.
Es contratada de TV Gazeta, donde presenta el programa Gazeta Esportiva y es auxiliar de Osmar Garraffa en Mesa Redonda, y apresenta el premio Troféu Mesa Redonda.
Es hincha asumida de Juventus.

## Biografía y carrera
Graduada en Periodismo por Faculdade de Comunicação Social Cásper Líbero, Michelle comenzó su carrera como estagiaria en TV Gazeta, en el extinguido Gazeta Meio-Dia (programa de debates) por nueve meses. Después, trabajó en el periódico A Gazeta Esportiva.
En 1999, regresó para TV Gazeta y integró el equipo de los programas Mulheres y Giro do Guerreiro. Michelle pasó a hacer reportajes externas para Mulheres, cubriendo varios eventos.
En diciembre de 2000, Michelle pasó a conducir Gazeta Esportiva. En 2003, pasó a participar del programa Mesa Redonda.
En internet, fue editora del site Virgulando, del portal Virgula, donde coordenó el área de cultura y entretenimiento. También fue editora en jefe del site Estrelando, hospedado en el portal R7.
En agosto de 2015, asumió la editoría ejecutiva del site Gazeta Esportiva.net.
En 2020, con la pandemia del Covid-19 y paralisación de los eventos deportivos, condujo el programa Plantão da Saúde, de marzo a julio.
En 2021, pasó a integrar el cuerpo docente del curso de posgraduación en Periodismo Deportivo de la Faculdade Cásper Líbero.

## Vida personal
Está casada con el ingeniero Bruno Vasconcellos, desde 2011. De esta relación nació el 24 de junio de 2013, Bruno, su primer hijo. En 2015, nuevo embarazo, ahora de los gemelos Laura y Leonardo.